# Tunnel de Zaouiat Aït Mellal
Le tunnel de Zaouiat Aït Mellal est un tunnel autoroutier d'une longueur de 560 mètres, situé sur l’autoroute A3 entre les sorties d'Imintanoute et d'Argana. Il s'agit du premier tunnel autoroutier au Maroc.

## Descriptif
Le tunnel est situé dans la province de Chichaoua, à 15 km de la sortie d'Imintanoute et 45 km de la sortie d'Argana, dans l'axe Marrakech - Agadir. 
Le choix du lieu de creusement de ce tunnel a été dicté par des impératifs d’ordre financiers, techniques et environnementaux. Il a nécessité une enveloppe de 268 millions de dirhams.
Il s’agit d’un ouvrage bi-tube, chacun abritant deux voies de circulation de 3,5 m chacune, de bandes dérasées gauche et droite de 0,5 m de largeur chacune et de trottoirs de gauche et de droite franchissables de 0,7 m chacun.
Chaque tube comporte un système de ventilation assurée par des accélérateurs à raison de 5 batteries de 3 accélérateurs espacés de 91 m par tube.
Le gabarit routier est de 5 m et la hauteur libre sous plafond est de 7 m au point haut du profil en travers de la chaussée.
L’assainissement en souterrain est assuré par un caniveau fente continu de 300 mm de diamètre situé sous le trottoir de droite, doublé par un train de chaussée de 200 mm de diamètre eu collecteur de diamètre 300 mm. Le drain de chaussée et le collecteur sont respectivement équipés de regards et de regards siphoïdes tous les 50 m.